# Medna (Sénégal)
Pour les articles homonymes, voir Medna.
Medna est un village du Sénégal, situé à environ 70 km de Kaolack.
- Marché traditionnel le jeudi